# Autonoa (mjesec)
Autonoa (također Jupiter XXVIII) je manji prirodni satelit planeta Jupiter. Retrogradni satelit iz grupe Pasiphae s oko 4 kilometara u promjeru i orbitalnim periodom od 772.168 dana.